# Arbeitsgericht Danzig
Das Arbeitsgericht Danzig war das einzige Arbeitsgericht in der Freien Stadt Danzig.

## Geschichte
Gemäß Arbeitsgerichtsgesetz vom 23. Dezember 1926 wurden in Deutschland Arbeitsgerichte gebildet. Danzig war aber als Ergebnis des Versailler Vertrages von Deutschland abgetrennt und zur Freien Stadt Danzig gemacht worden, hier galt das Reichsrecht daher nicht, aber der Volkstag bemühte sich darum, das Recht vergleichbar zu halten. So wurde – wenn auch erst zwei Jahre später als im Reich – das Arbeitsgericht Danzig gebildet und dem Landesarbeitsgericht Danzig nachgeordnet. Sein Sprengel umfasste das ganze Gebiet der Freien Stadt Danzig.
Im Jahre 1939 wurde die Freie Stadt Danzig wieder dem Reich angegliedert, das Arbeitsgericht Danzig blieb bestehen, sein Sprengel wurde jedoch angepasst. Im Jahre 1945 wurde die Stadt Danzig durch sowjetische Truppen besetzt und die deutsche Bevölkerung vertrieben. Damit endete die Geschichte des Arbeitsgerichts Danzig.